# 5718 (année hébraïque)
5718 (hébreu : ה'תשי"ח , abbr. : תשי"ח) est une année hébraïque qui a commencé à la veille au soir du 26 septembre 1957 et s'est finie le 14 septembre 1958. Cette année a compté 354 jours. Ce fut une année simple dans le cycle métonique, avec un seul mois de Adar. Ce fut la sixième année depuis la dernière année de chemitta.
En l'an 5718, l'État d'Israël a fêté ses 10 ans d'indépendance.

## Calendrier
Ce calendrier hébraïque de l'année 5718 donne les correspondances avec les dates du calendrier grégorien.
Le premier nombre dans chaque case correspond au jour du mois hébraïque. Les jours en couleurs sont des jours remarquables juifs ou israéliens.
| ◄◄ | 5718 | ►► |

## Événements
- Le dirigeant palestinien Hajj Amin al-Husseini demande le rattachement de la Palestine à la future République arabe unie. Nasser refuse car il ne souhaite pas voir la création d’une autorité palestinienne dans le règlement de la question israélo-arabe.

## Naissances
- Ofra Haza
- Shlomo Glickstein
- Ron Arad (pilote)
- Avigdor Liberman
- Tzipi Livni
- Silvan Shalom

## Décès
- Louis B. Mayer
- Evgueni Schwarz

5713 - 5714 - 5715 - 5716 - 5717 - 5718 - 5719 - 5720 - 5721 - 5722 - 5723